# Campelo (Baião)
A Freguesia de Campelo foi uma freguesia portuguesa do Município de Baião que tinha 15,14 km² de área e 3 237 habitantes (2011), e, por isso, uma densidade populacional de 214 hab/km².
Foi extinta em 2013, no âmbito de uma reforma administrativa nacional, tendo sido agregada à Freguesia de Ovil, para formar uma nova freguesia denominada União das Freguesias de Campelo e Ovil da qual é sede.

## População
| População da freguesia de Campelo | População da freguesia de Campelo | População da freguesia de Campelo | População da freguesia de Campelo | População da freguesia de Campelo | População da freguesia de Campelo | População da freguesia de Campelo | População da freguesia de Campelo | População da freguesia de Campelo | População da freguesia de Campelo | População da freguesia de Campelo | População da freguesia de Campelo | População da freguesia de Campelo | População da freguesia de Campelo | População da freguesia de Campelo |
| --------------------------------- | --------------------------------- | --------------------------------- | --------------------------------- | --------------------------------- | --------------------------------- | --------------------------------- | --------------------------------- | --------------------------------- | --------------------------------- | --------------------------------- | --------------------------------- | --------------------------------- | --------------------------------- | --------------------------------- |
| 1864                              | 1878                              | 1890                              | 1900                              | 1911                              | 1920                              | 1930                              | 1940                              | 1950                              | 1960                              | 1970                              | 1981                              | 1991                              | 2001                              | 2011                              |
| 1 414                             | 1 631                             | 1 809                             | 2 032                             | 2 139                             | 2 233                             | 2 261                             | 2 382                             | 2 424                             | 2 326                             | 2 170                             | 2 198                             | 2 451                             | 2 774                             | 3 237                             |

| Distribuição da População por Grupos Etários | Distribuição da População por Grupos Etários | Distribuição da População por Grupos Etários | Distribuição da População por Grupos Etários | Distribuição da População por Grupos Etários | Distribuição da População por Grupos Etários | Distribuição da População por Grupos Etários | Distribuição da População por Grupos Etários | Distribuição da População por Grupos Etários | Distribuição da População por Grupos Etários |
| -------------------------------------------- | -------------------------------------------- | -------------------------------------------- | -------------------------------------------- | -------------------------------------------- | -------------------------------------------- | -------------------------------------------- | -------------------------------------------- | -------------------------------------------- | -------------------------------------------- |
| Ano                                          | 0-14 Anos                                    | 15-24 Anos                                   | 25-64 Anos                                   | > 65 Anos                                    |                                              | 0-14 Anos                                    | 15-24 Anos                                   | 25-64 Anos                                   | > 65 Anos                                    |
| 2001                                         | 544                                          | 404                                          | 1 380                                        | 446                                          |                                              | 19,6%                                        | 14,6%                                        | 49,7%                                        | 16,1%                                        |
| 2011                                         | 571                                          | 419                                          | 1 745                                        | 502                                          |                                              | 17,6%                                        | 12,9%                                        | 53,9%                                        | 15,5%                                        |

## Património
- Igreja Paroquial de Campelo;
- Capela do Mártir.